# Jorge Rojas
Jorge Alberto Rojas Méndez (Mérida, 10 gennaio 1977) è un ex calciatore venezuelano, di ruolo difensore.

## Carriera

### Club
Ha giocato in varie squadre anche a livello giovanile prima di debuttare nel 1998 con l'Estudiantes de Mérida; nel 2000 passa al Caracas Fútbol Club, dove gioca per due stagioni guadagnandosi la convocazione in nazionale. Dopo esperienze in Colombia ed Ecuador, si è trasferito nella Major League Soccer, ai New York Red Bulls.

### Nazionale
Dal 1999 al 2009 ha totalizzato 91 presenze e 3 gol con la nazionale venezuelana, disputando anche quattro edizioni della Copa América.